# ثمن (آلة)

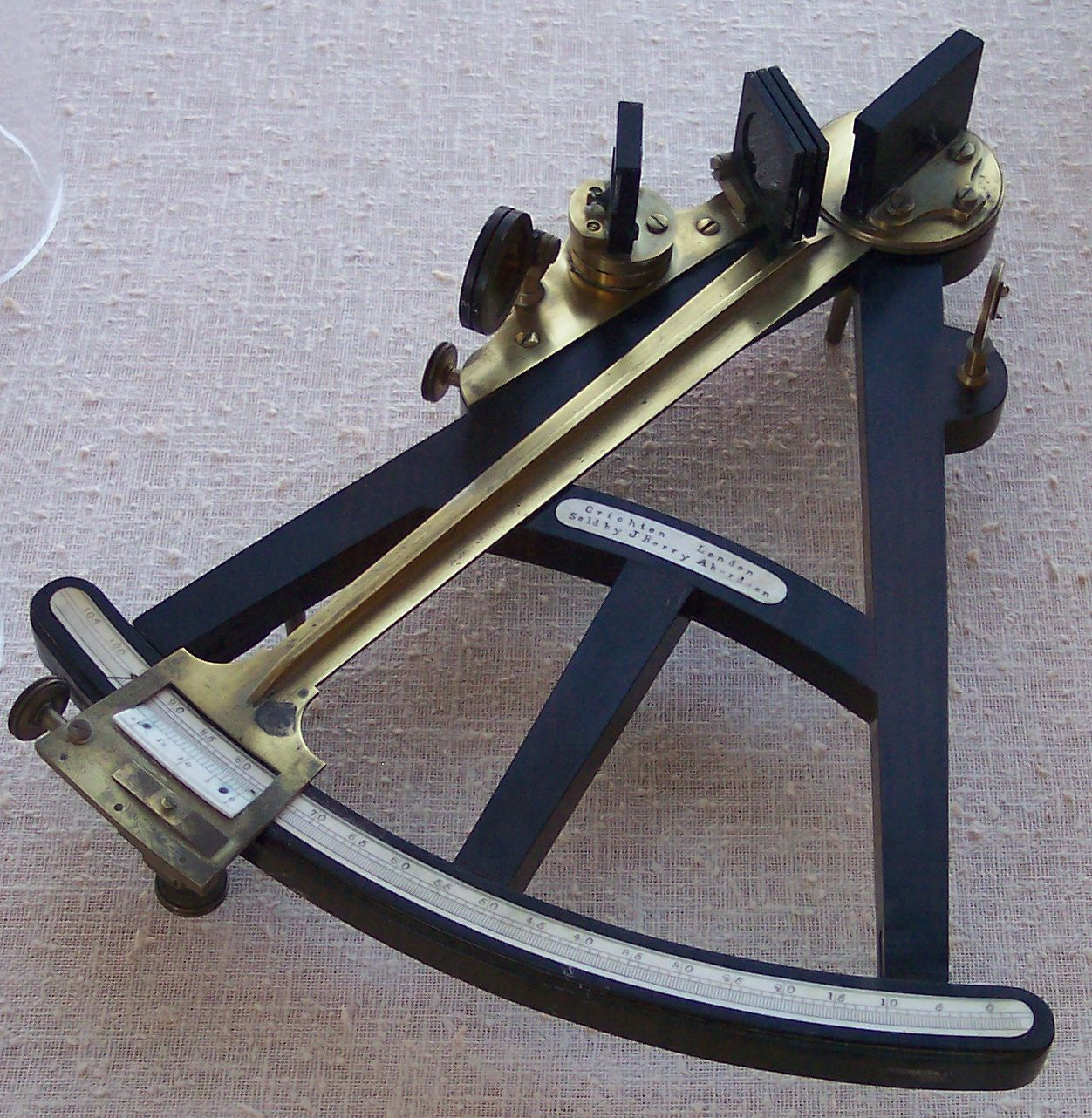
آلة الثمن

الثُّمُن (بالإنجليزية: Octant)‏ هو آلة الملاحة قديمة، تُستخدم في البحر للتقييم. خَلَفَ آلة ربع ديفيس [الإنجليزية] وسَبَقَ آلة السدس، إنها آلة عاكسة [الإنجليزية]، مما يجعل من الممكن قياس ارتفاع جرم سماوي فوق الأفق. يأتي الاسم الإنجليزي من اللاتينية octans التي تعني «ثُمُن كل شيء، زاوية أو قوس مقداره 45 درجة». الفتحة الزاوية تبلغ 45 درجة، لكنها تسمح من خلال شكلها الهندسي بقياس ارتفاع يصل إلى 90 درجة.